# 2 باللاس

مقارنة الأحجام للعشرة كويكبات الكبار بالنسبة إلى القمر، وثالثهم جونو الثالث من اليسار.

2 باللاس (بالإنجليزية: 2 Pallas) هو ثاني كويكب يكتشف من الفلكي هاينريش أولبرز في 28 مارس 1802. وقد اعتبر باللاس في أول الأمر أحد الكواكب مثلما اعتبر ما اكتشف قبله مثل 1 سيريس و3 جونو، و4 فيستا
حتى اكتشفت اعدادا هائلة من الكويكبات أدت إلى تصنيفها تصنيفا آخرا. ويبدو شكل الكويكب 2 باللاس غير منتظم على الإطلاق
فلم تكفي جاذبيته إلى تكويره.

## خصائصه
يبلغ كتلة 2 باللاس نحو 7% من المادة في حزام الكويكبات الموجود بين المريخ والمشتري ولذلك فهو أحد الكويكبات الكبيرة ويبلغ قطره نحو 560 كيلومتر وهو أكبر قليلا من 4 فيستا التي تقل كتلتها عنه بنحو 20% فقط فتصبح 4 فيستا هي ثالث كويكب بالنسبة إلى كتلتها.
ويبلغ ميل فلك 2 باللاس مائلا بدرجة 35 درجة وهو يعتبر بذلك غير عادي بالنسبة إلى مستوي حزام الكويكبات. كما أن فلكة على شكل قطع ناقص ذو معامل اختلال مركزي كبير، بحيث يصعب إدراجه في برامج الفضاء لاكتشاف الكويكبات بواسطة مسبارات الفضاء.

## اقرأ أيضا
- علم الفلك للأشعة السينية
- سداسية زايفرت
- سكوربيوس إكس-1
- قزم أبيض
- عملاق أحمر
- نجم
- نجم نيوتروني
- مجرة
- الانفجار العظيم
- خط زمني للانفجار العظيم
- ثقب أسود
- مسييه 100
- نابض
- نجم متغير
- متغير سيفيدي
- نجم الدجاجة إكس-1